# Schöneiche (Zossen)
Schöneiche è una frazione della città tedesca di Zossen, nel Land del Brandeburgo.

## Storia
Nel 2003 il comune di Schöneiche venne soppresso e aggregato alla città di Zossen.